# Winnica Nad Dworskim Potokiem
Winnica Nad Dworskim Potokiem – winnica Rolniczego Zakładu Doświadczalnego Uniwersytetu Jagiellońskiego w Łazach.
Założona w 2004 r. z inspiracji rektora Uniwersytetu Jagiellońskiego, Karola Musioła. Pierwsze krzewy winorośli zasadzono w kwietniu 2005 r. Pierwsze zbiory winogron odbyły się w 2006 r. Obecnie zajmuje powierzchnię 3.3 ha. Od 2009 r. jest jedną z winnic, które posiadają zezwolenie na komercyjną produkcję wina w Polsce.
Rolniczy Zakład Doświadczalny Uniwersytetu Jagiellońskiego w Łazach prowadzi komercyjną sprzedaż swojego wina za pośrednictwem sklepu znajdującego się przy winnicy oraz sklepów partnerskich.